# Alfons Remlein
Alfons Remlein (* 11. September 1925 in Berlin) ist ein ehemaliger deutscher Fußballspieler und Trainer. Der zumeist als Außenläufer im damals überwiegend angewandten WM-System auflaufende Spieler hat von 1952 bis 1956 bei den Vereinen TSG Ulm 1846 und Eintracht Frankfurt insgesamt 95 Ligaspiele in der erstklassigen Fußball-Oberliga Süd absolviert und sieben Tore erzielt. Nach dem Ende seiner Spielerkarriere war er als Trainer tätig; ab dem 1. März 1963 als Verbandstrainer in Berlin.

## Laufbahn

### Spieler
Als Jugendlicher wuchs Remlein in der Jugend von Blau-Weiß 90 Berlin in Mariendorf auf. Er wurde mit 18 Jahren zur Wehrmacht eingezogen und konnte seine Spielerlaufbahn erst ab 1949 fortsetzen, als er aus dreijähriger englischer Kriegsgefangenschaft entlassen wurde. Während der Gefangenschaft hatte er mit Bert Trautmann in der Lagermannschaft des „Camps 50“ bei Manchester zusammen gespielt. Nach einiger Zeit durfte Remlein  bei den beiden Non-League-Klubs Skelmersdale United und Prescot Cables mitspielen, ehe er 1949 nach Deutschland entlassen wurde. Über die Zwischenstationen Blau-Weiß 90 Berlin und FV 08 Geisenheim (Rheingau) fand er durch den Wechsel zum SV Wiesbaden den Weg in die 2. Liga Süd. In der Saison 1951/52 belegte er mit Wiesbaden den 9. Rang  und Meister TSG Ulm 1846 verpflichtete den Außenläufer zur Saison 1952/53 für die Oberliga Süd.
Mit 26 Ligaeinsätzen (1 Tor) gehörte „Ali“ Remlein an der Seite von Hans Eberle, Heinz Elzner, Georg Lechner und Manfred Ruoff bei den „Spatzen“ zu den Leistungsträgern, konnte aber nicht den sofortigen Abstieg von Ulm verhindern. In den beiden Spielen gegen den späteren Südmeister Eintracht Frankfurt (3:5, 3:1) konnte er aber die Verantwortlichen der Adlerträger von seinem Können überzeugen und wurde zur Runde 1953/54 vom Absteiger Ulm zum Meister nach Frankfurt geholt. Für die Offensive verpflichtete der Titelverteidiger noch den schnellen Flügelstürmer Richard Kreß (FV Horas) und gab dem Hattersheimer Hans Weilbächer von den Eintracht-Amateuren einen Vertrag im Oberligateam. Mit einem 2:2 bei Viktoria Aschaffenburg startete der Titelverteidiger in die Runde. Vor Torhüter Helmut Henig komplettierten Ernst Kudras, Adolf Bechtold, Hans Wloka und Werner Heilig neben dem rechten Außenläufer die Defensive. Alle drei Neuzugänge wurden Stammspieler und das Team von Trainer Kurt Windmann führte nach der Hinrunde mit 24:6 Punkten und 38:12 Toren überlegen die Tabelle in der Oberliga Süd an. Nach einem Zwischentief im Januar 1954 reichten auch die ungeschlagenen sechs letzten Spiele nicht mehr, Remlein und Kollegen landeten am Ende auf dem zweiten Platz, einen Punkt hinter dem VfB Stuttgart und einen Punkt vor Offenbach. Am letzten Rundenspieltag, den 4. April 1954, gewann Frankfurt mit 2:0 in der gleichen Formation wie am Rundenstarttag in Aschaffenburg, bei Jahn Regensburg. Remlein hatte in 27 Punktspielen zwei Tore erzielt.
In der wegen der Weltmeisterschaft in der Schweiz verkürzten Endrunde um die deutsche Fußballmeisterschaft hatte es der Südvizemeister mit dem 1. FC Kaiserslautern und dem 1. FC Köln zu tun. Beide Spiele verlor Frankfurt mit Außenläufer Remlein knapp: 0:1 gegen Kaiserslautern und 2:3 gegen Köln. In seiner zweiten Runde belegte er mit der Eintracht 1954/55 den 4. Rang und hatte in allen 30 Rundenspielen mitgewirkt und zwei Tore erzielt. Sein letztes Oberligaspiel bestritt er am 18. Dezember 1955 bei einer 1:2-Auswärtsniederlage beim SSV Reutlingen. Mit Eberhard Schymik stand den Adlerträgern ein neun Jahre jüngerer Außenläufer zur Verfügung und Remlein beendete im Sommer 1956, auch wegen Verletzungsfolgen eines Autounfalls, seine höherklassige Spielerlaufbahn.
Bei der SG Westend Frankfurt ließ er im hessischen Amateurbereich seine Laufbahn ausklingen.

### Trainer
Die ersten Schritte hatte Remlein als Jugendtrainer beim SV Winkel (Kreisklasse im Rheingau) unternommen. Als er bei Eintracht Frankfurt in der Oberliga Süd als Vertragsspiele aktiv war, trainierte er die Jugend und die 1. Amateurmannschaft. Danach sammelte er weitere Erfahrung als Trainer bei Amateurvereinen im Frankfurter/Darmstädter Raum. Im Jahr 1960 absolvierte er die Fußball-Lehrer-Ausbildung an der Sporthochschule Köln an der Seite von Lehrgangskollegen wie Heinz Elzner, Georg Keßler, Günter Klemm, Klaus Quinkert und Erich Ribbeck unter Lehrgangsleiter Hennes Weisweiler. In der Oberliga Süd trainierte er den 1. FC Schweinfurt in den Runden 1959/60 und 1960/61.
Von 1961 bis 1963 war er in Dänemark beim Erstdivisionär B 1909 Odense tätig. Die längste Zeit verbrachte er aber ab dem 1. März 1963 als Verbandssportlehrer beim Berliner Fußball-Verband in seiner Heimatstadt Berlin.